# بوستان آب و آتش
بوستان آب و آتش یا بوستان حضرت ابراهیم یکی از بوستان های شهر تهران است. این بوستان در تاریخ ۱۶ تیر ۱۳۸۸ توسط محمد باقر قالیباف شهردار وقت تهران افتتاح شد. این بوستان دارای مساحتی بالغ بر ۲۴۰۰۰ مترمربع و دارای تجهیزاتی مانند چهار برج آتش و چادری ۷۰۰ متری با روی گردان ۳۷۰ نفری است. شرکت اوان کاسپین پردیس مدیریت ساخت این بوستان را بر عهده داشته‌است. این بوسغ که در خیابان آفریقا نرسیده به چهارراه جهان کودک و در انتهای کوچه ژوبین واقع شده‌است، شامل پل ابریشم، لانه کبوتر، کالسکه‌رانی، فانوس دریایی، آبنما، برج آتش، آمفی تئاتر، آلاچیق، محوطه دوچرخه سواری، اسکیت سواری و محیط سبز است. از جمله جذابیت‌های بوستان آب و آتش تندیس‌هایی است که در جای‌جای بوستان به چشم می‌خورند.

## امکانات

### برج های آتش
برج‌های آتش، دیگر نماد بوستان آب و آتش هستند. چهار برجی که در ضلع شرقی این بوستان به بلندای ۱۰ متر ساخته شده و آتش را روانه آسمان می‌کنند. هر شب همزمان با غروب خورشید و تاریک شدن هوا، این برج‌ها به کار می‌افتند و شعله‌های پر حرارت آتش را تا ارتفاع ۱ تا ۸ متر به آسمان شب می‌رسانند. 

### فواره‌های آب
فواره‌های آبِ پارک آب و آتش در محیطی دایره مانند، آب را از ۲۴۰ نقطه مختلف تا ارتفاع ۱۰ متر به شکلی آهنگین به سمت آسمان پرتاب می کنند. ستون های آب در درون زمین قرار گرفته و به طرزی طراحی شده اند که افراد به راحتی می توانند از روی آنها حرکت کرده و به مسیرشان ادامه دهند. 

### سالن آمفی‌تئاتر
چادری ۷۰۵ متری، سکوهایی سیمانی و محوطه وسیع روبروی آن، آمفی تئاتر آب و آتش را تشکیل می دهند. این آمفی تئاتر، محوطه بازی است که با هدف برگزاری مراسم های مذهبی و آیینی، جشن ها و تئاترهای خیابانی ساخته شده است.

### پل طبیعت
پل طبیعت که یکی از نمادهای اصلی اراضی عباس آباد است و گردشگران زیادی را به سوی خود می کشاند. این پل با طول ۲۷۰ متر، بوستان بنادر و بوستان طالقانی را به هم می رساند و حد فاصل دو سوی بزرگراه مدرس را پوشش می دهد. این پل با داشتن رستوران ها، کافه ها، نیمکت های چوبی، نورپردازی های چشم نواز و فضای سبز، نمای پل را دیدنی تر کرده است.

### دریاچه مصنوعی خزر
یکی از جذابیت های بوستان آب و آتش، دریاچه های مصنوعی خزر است. این دریاچه ها سه بخش دارند و در کنار هم تصویری کوچک از دریای خزر را تشکیل می دهند. دریاچه مصنوعی خزر با وسعت بیش از ۱۲ هزار مترمربع بخشی از بوستان نوروز است که به عنوان یک پارک اکو در پارک آب و آتش تهران شناخته می‌شود. این دریاچه نمادی برای  همبستگی و دوستی است.در حاشیه آن فضاهای سبز و گردشگری از جمله مسیر دوچرخه و پیاده‌روی در نظر گرفته شده است. این دریاچه چشم‌اندازی خیره‌کننده از اراضی عباس‌آباد را نمایش می‌دهد. از امکانات اطراف این دریاچه ها می توان به آلاچیق، بوفه و دکه غذاخوری اشاره کرد.

### میدان مشاهیر
در انتهای بوستان آب و آتش و در مقابل ورودی این پارک از بلوار آفریقا، میدانی مستطیل شکل قرار دارد که به نام میدان مشاهیر شناخته می شود. در ابتدای این میدان دروازه ای به چشم می خورد که با سبک معماری اصیل ایرانی ساخته شده و دور تا دور آن نیز با مجسمه هایی از مشاهیر ایرانی تزئین شده است.

## دسترسی
در نزدیکی پارک، ایستگاه مترو حقانی در خط یک مترو در کنار بزرگراه شهید حقانی قرار دارد که با ۱۵ دقیقه پیاده‌روی به پارک میرسد. از سمت بوستان طالقانی نیز پس از گذشتن از روی پل طبیعت به پارک آب و آتش راه دارد. این پارک از خیابان جهان کودک و همچنین خیابان آفریقا نیز ورودی هایی دارد.

## نگارخانه

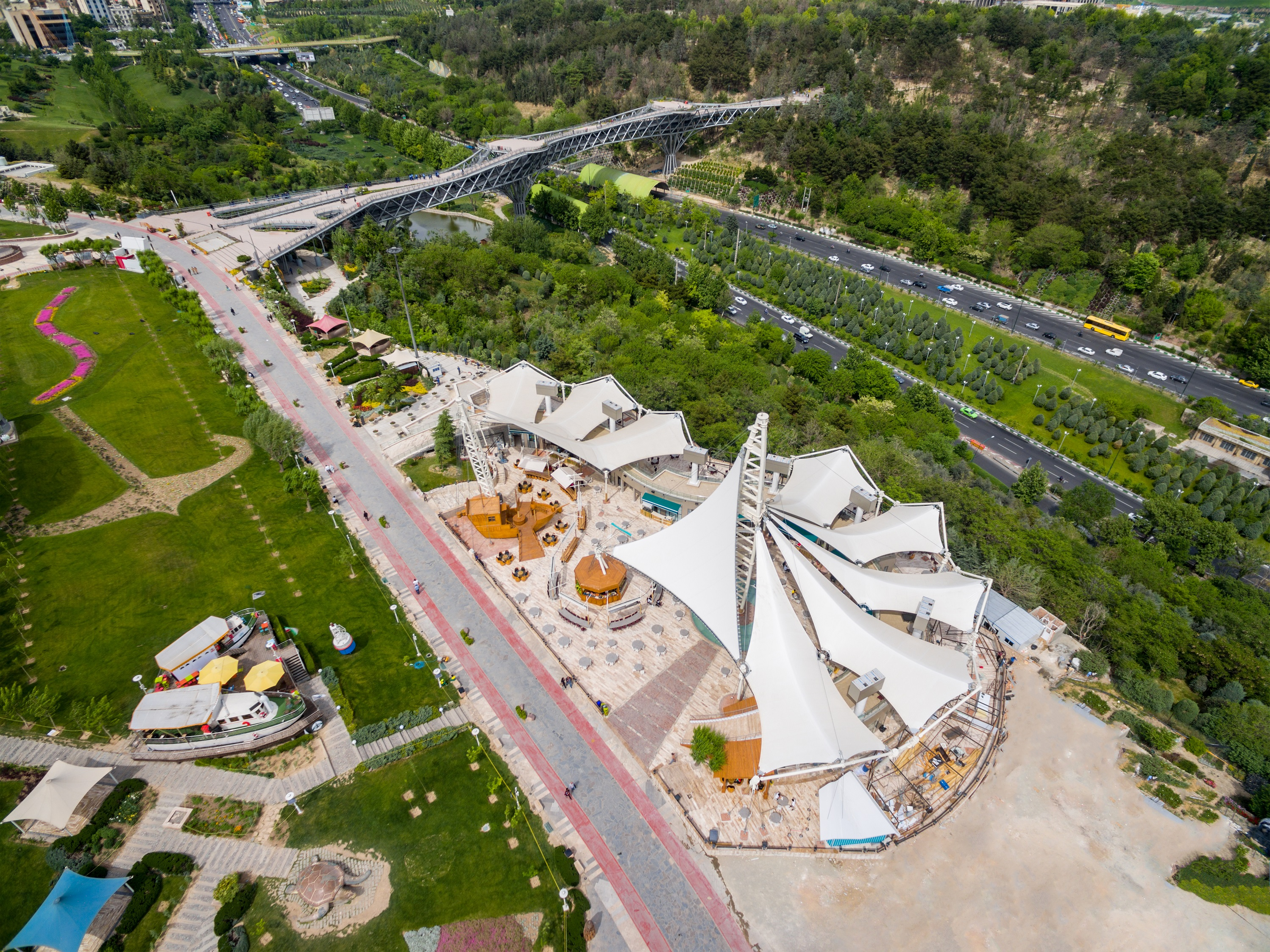
نمایی از بالا
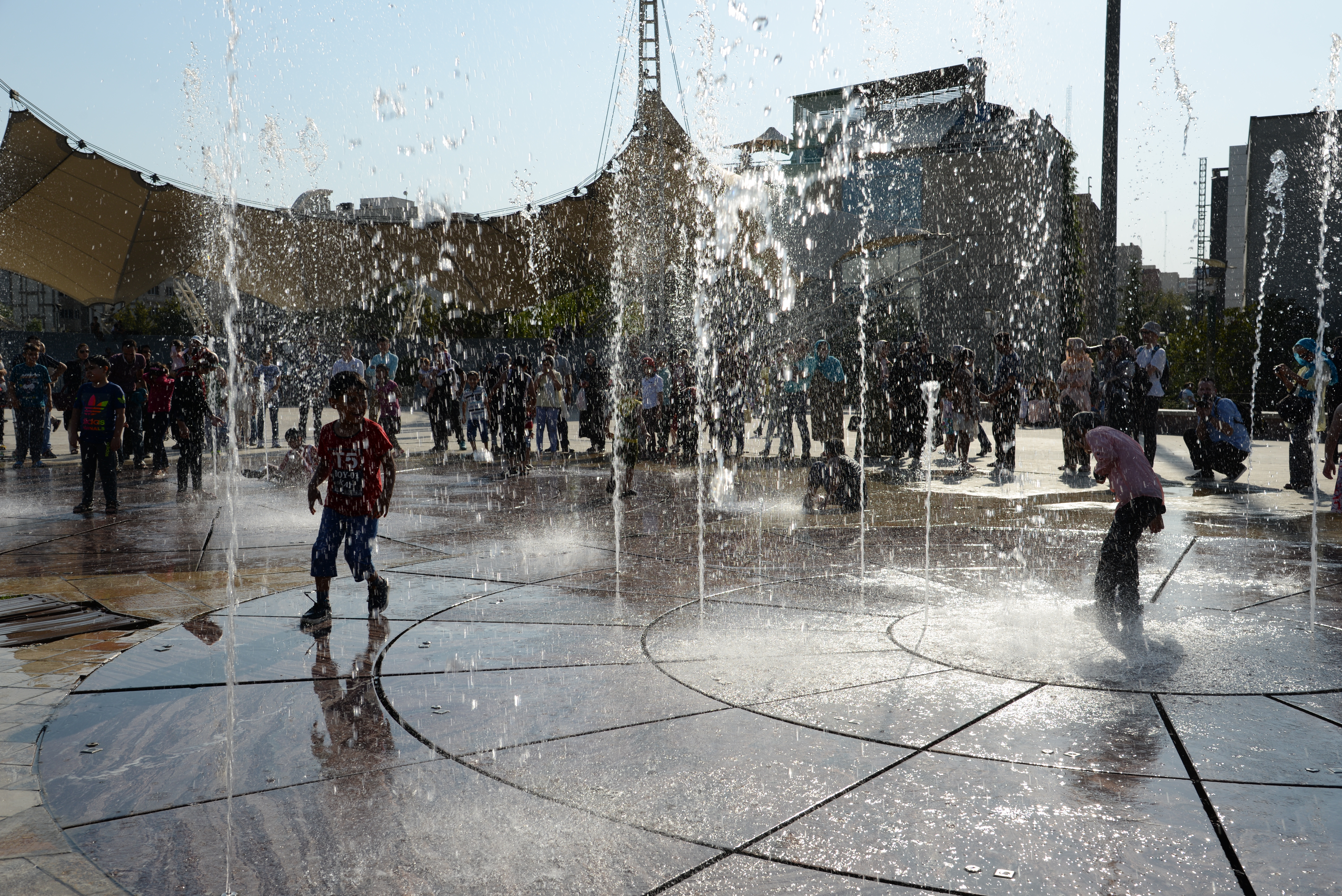
آب بازی کودکان در فواره های پارک
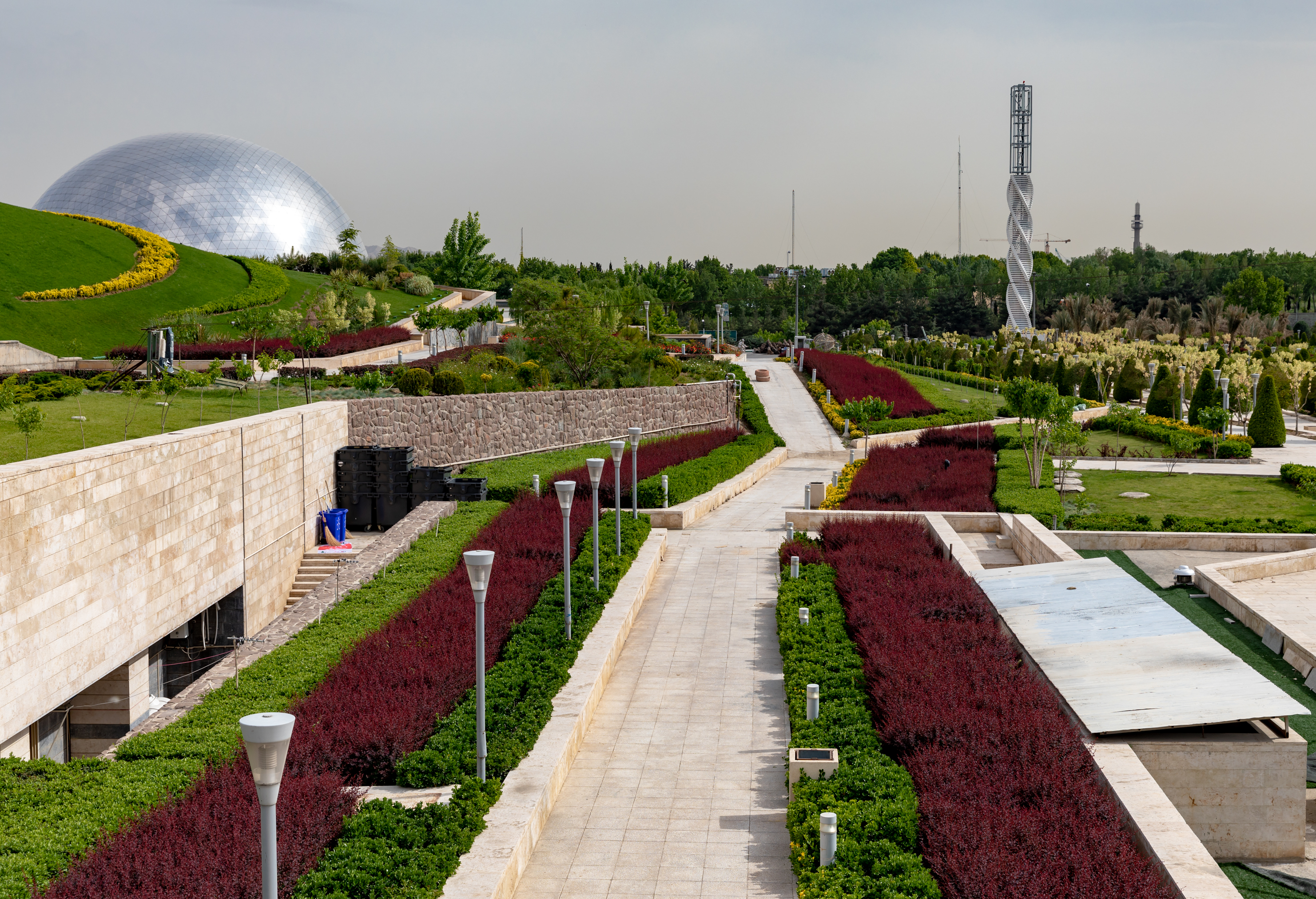
ورودی باغ موزه دفاع مقدس
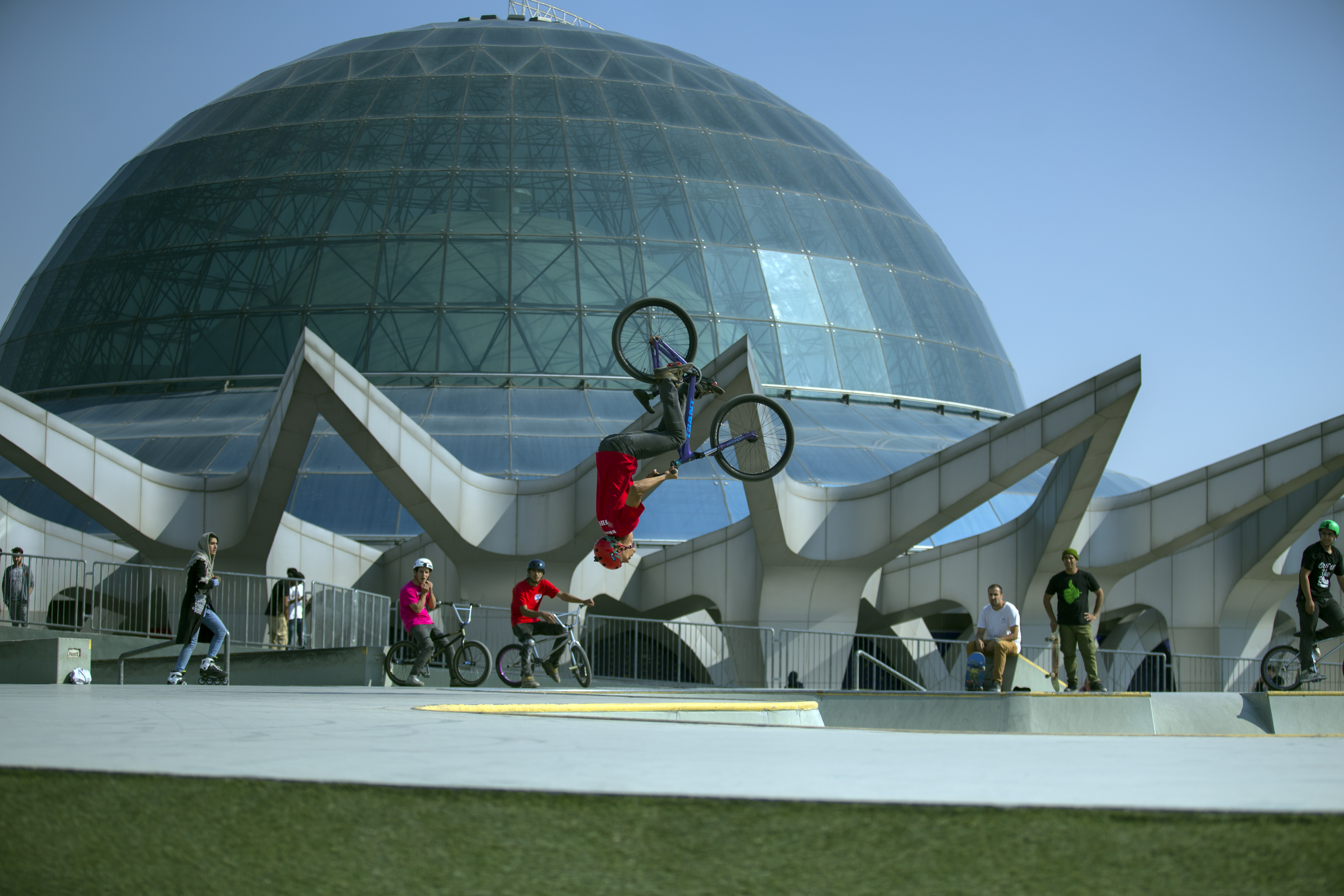
دوچرخه سواری روبروی گنبد مینا
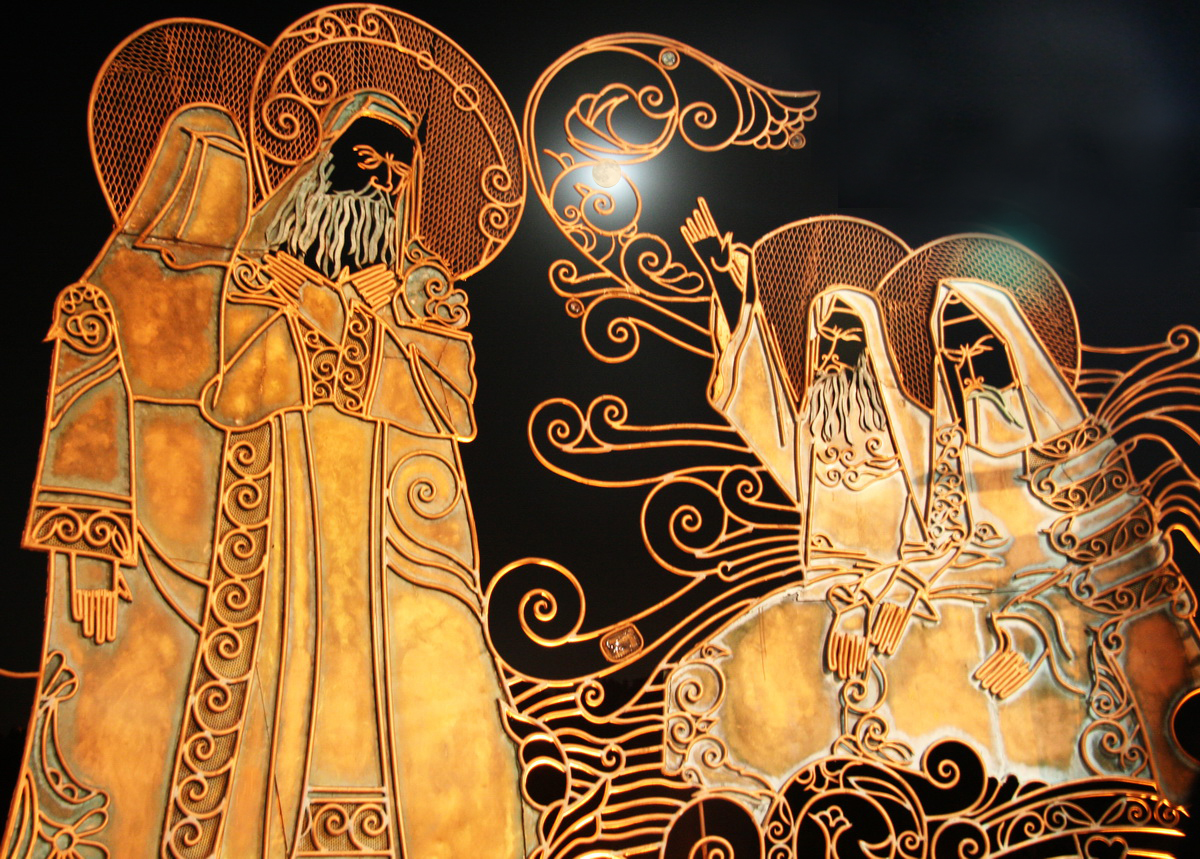
مجسمه ابراهیم در آتش
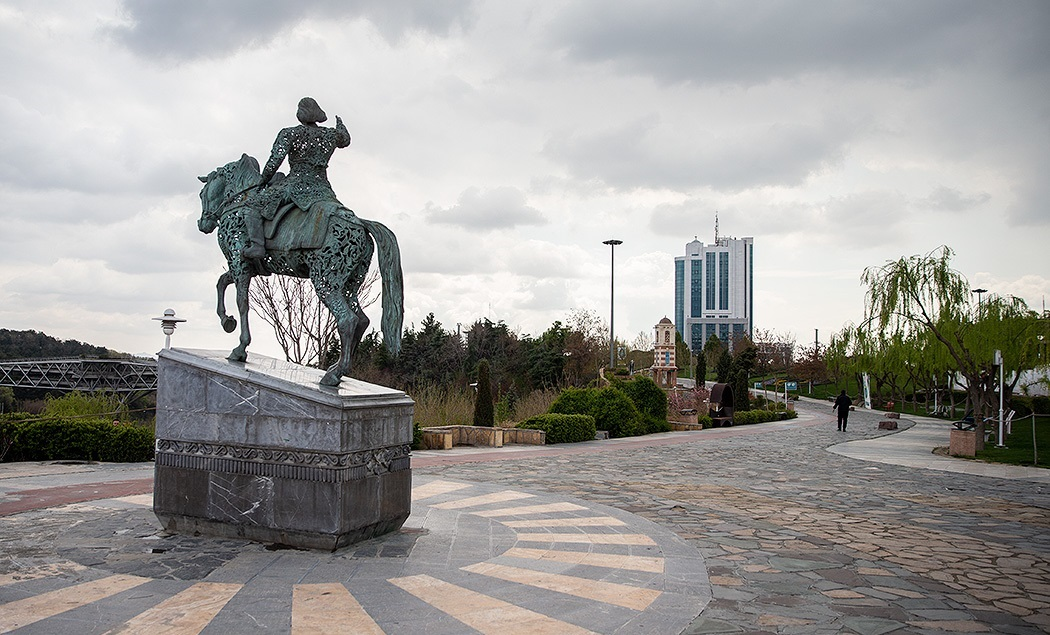
مجسمه سیاوش شاهنامه
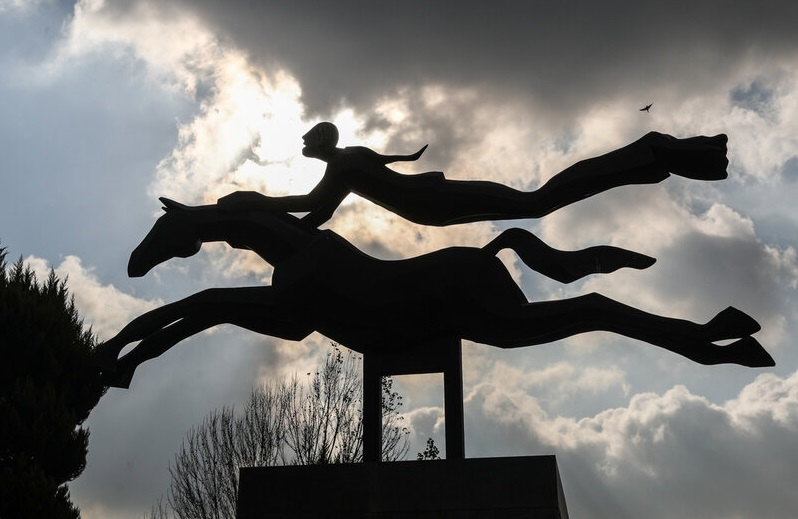
مجسمه اسب و سواره
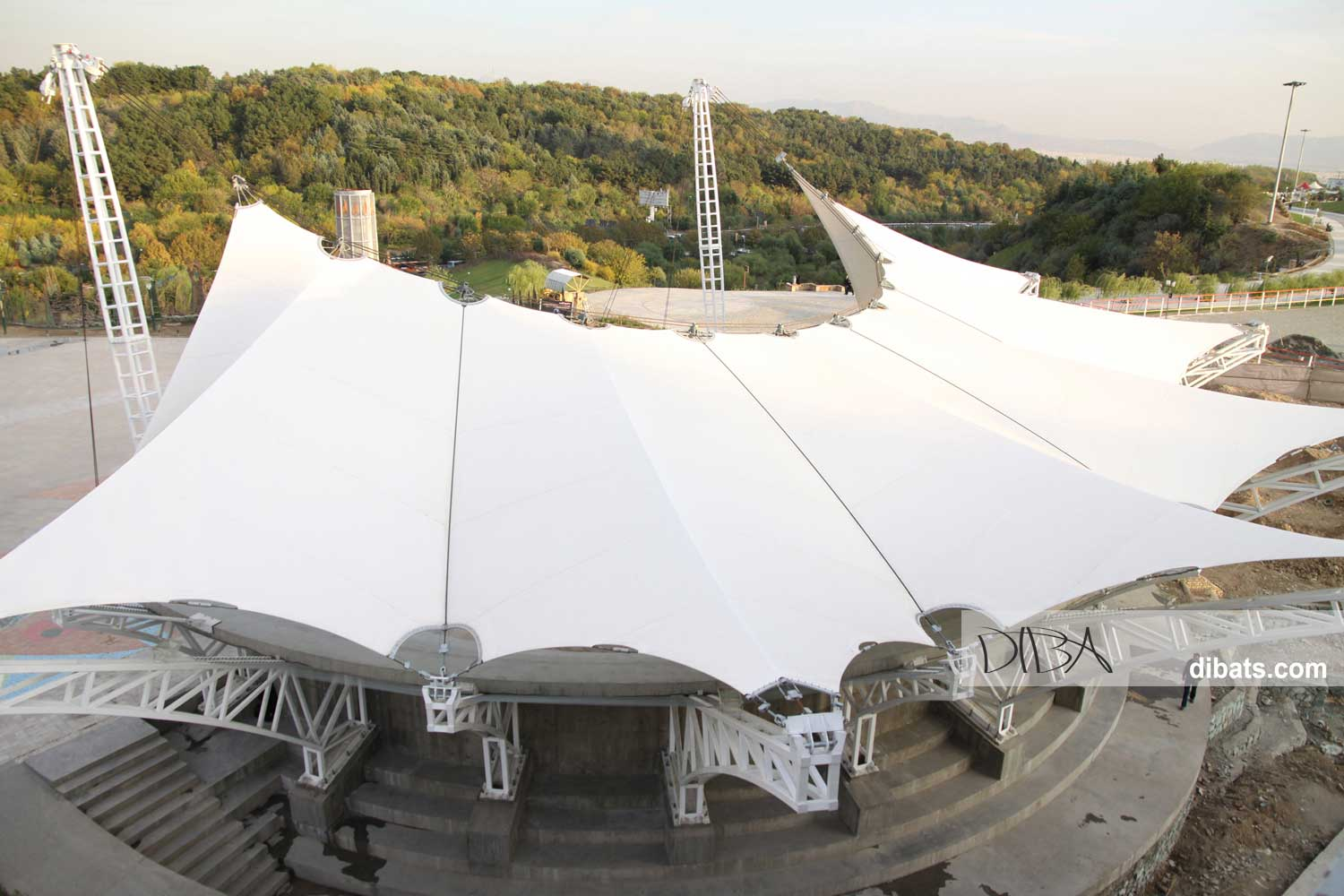
آمفی تئاتر آب و آتش
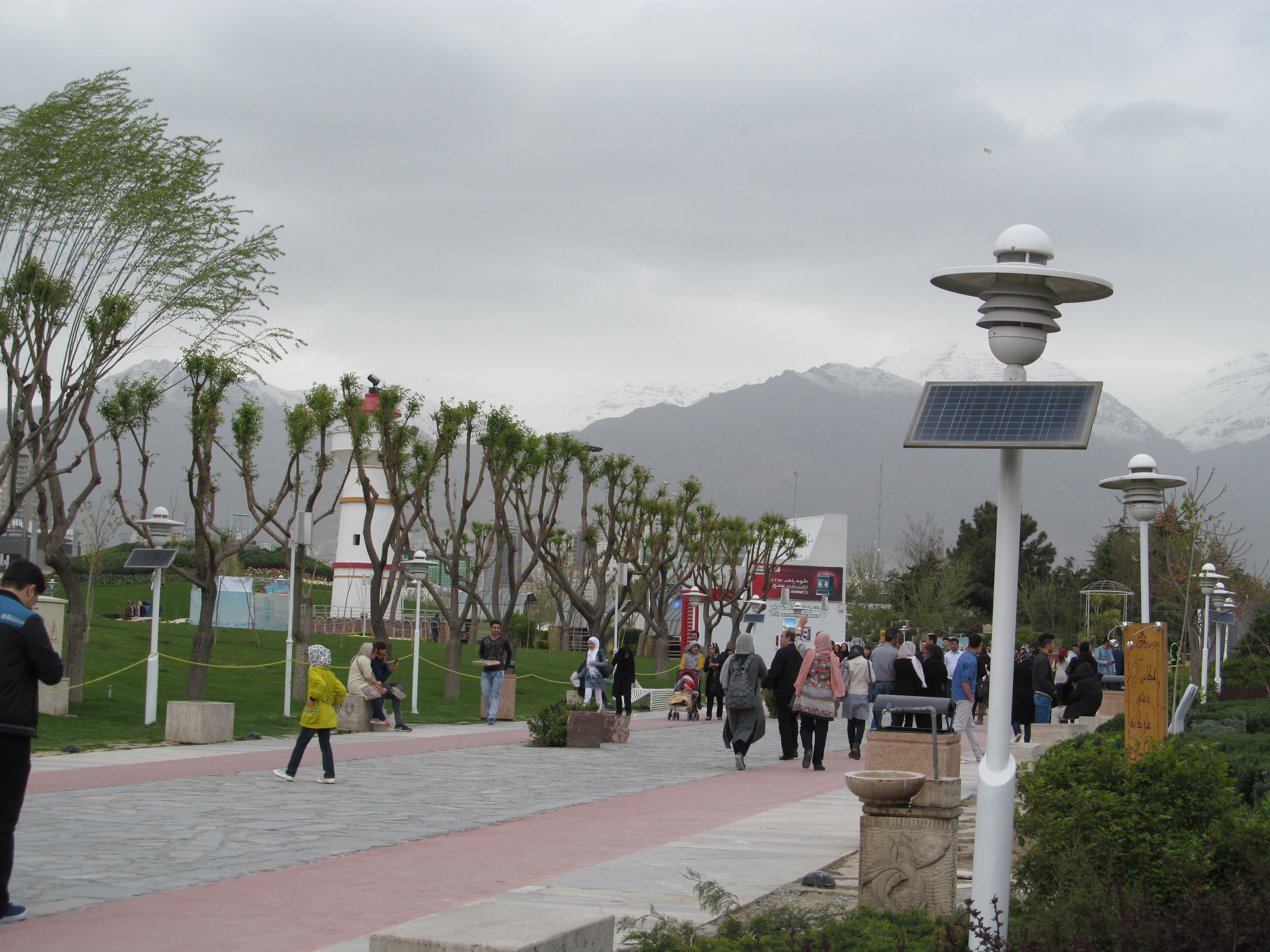
پیاده رو پارک
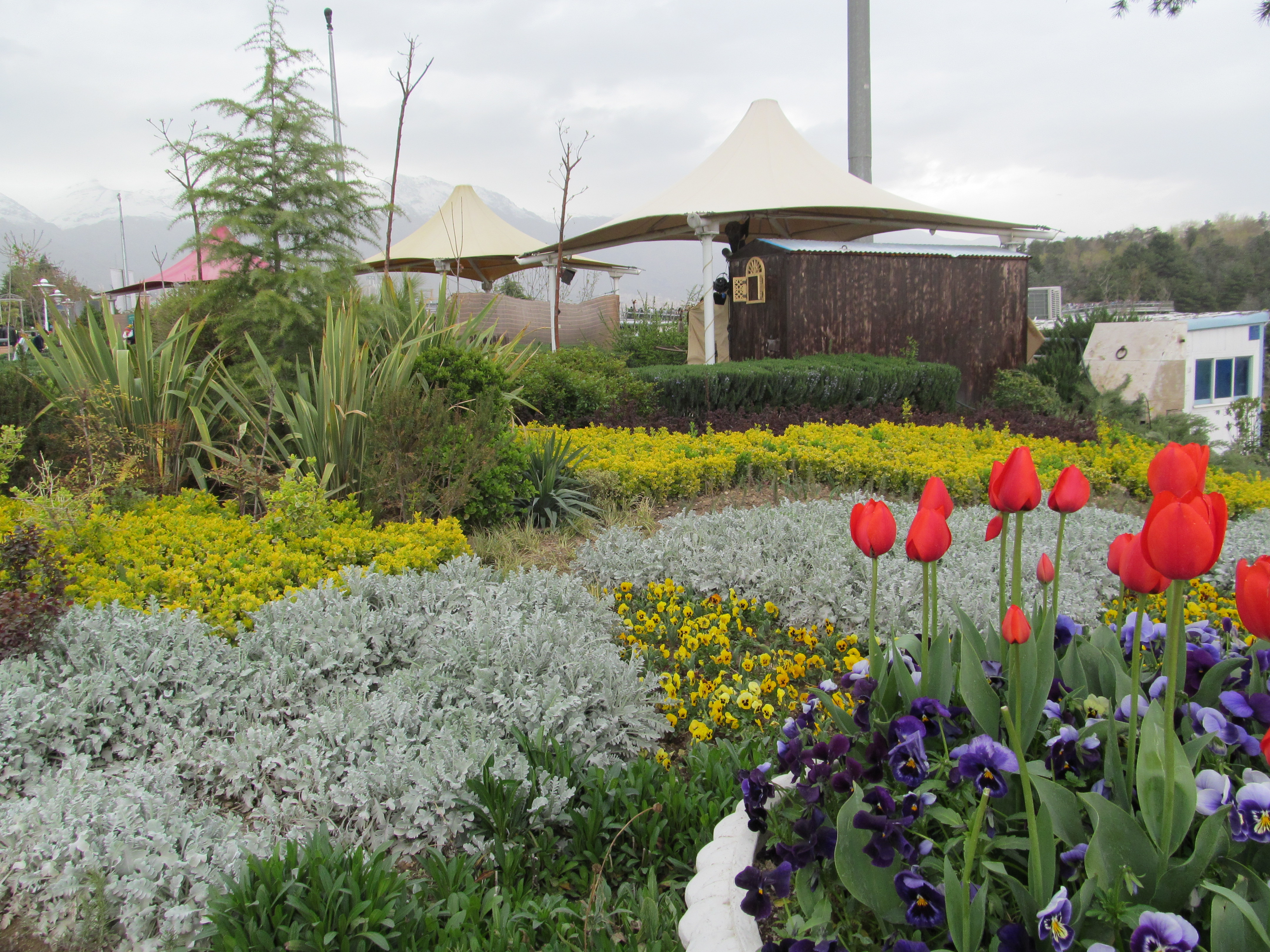
آلاچیق های پارک
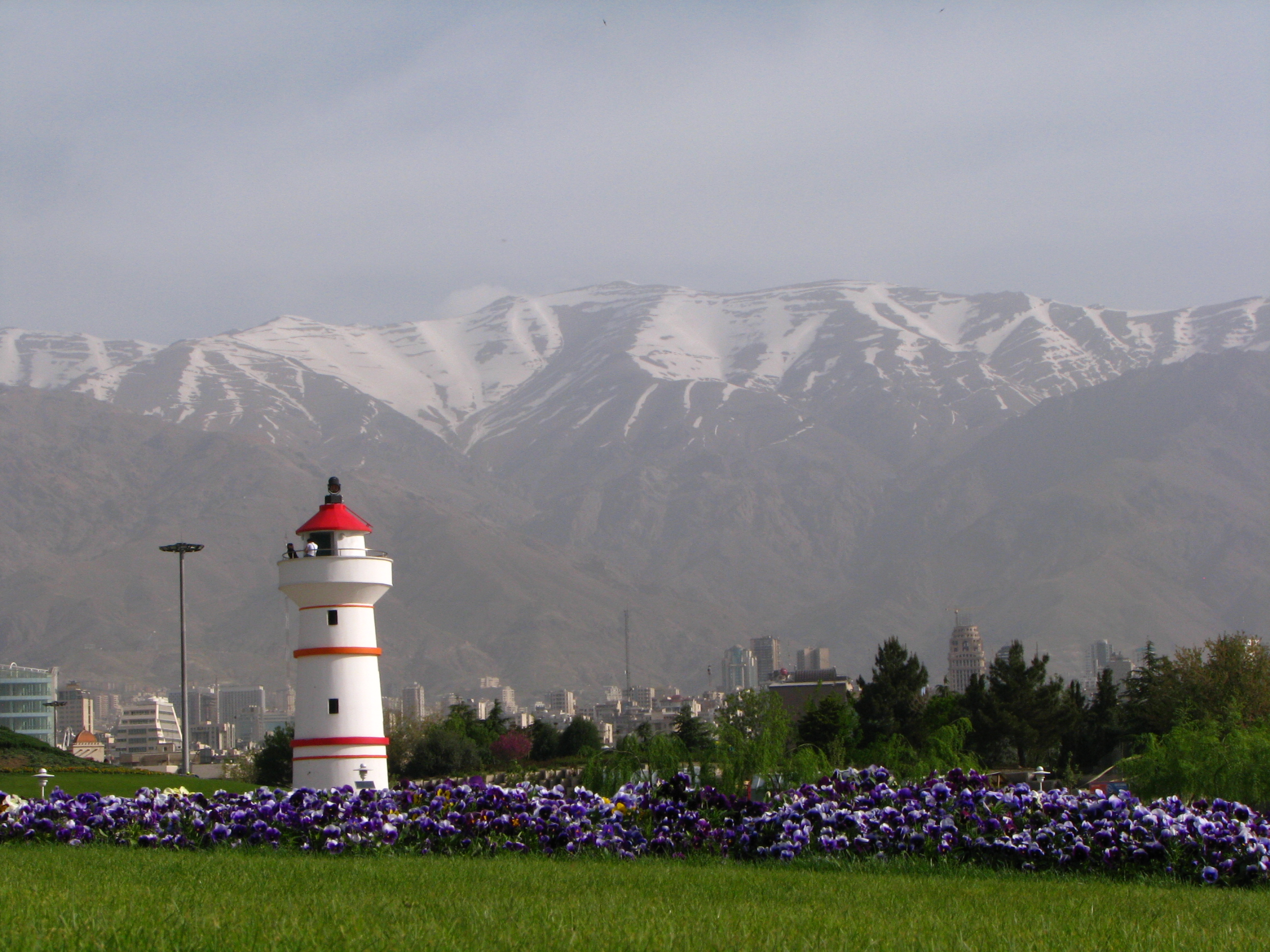
فانوس پارک
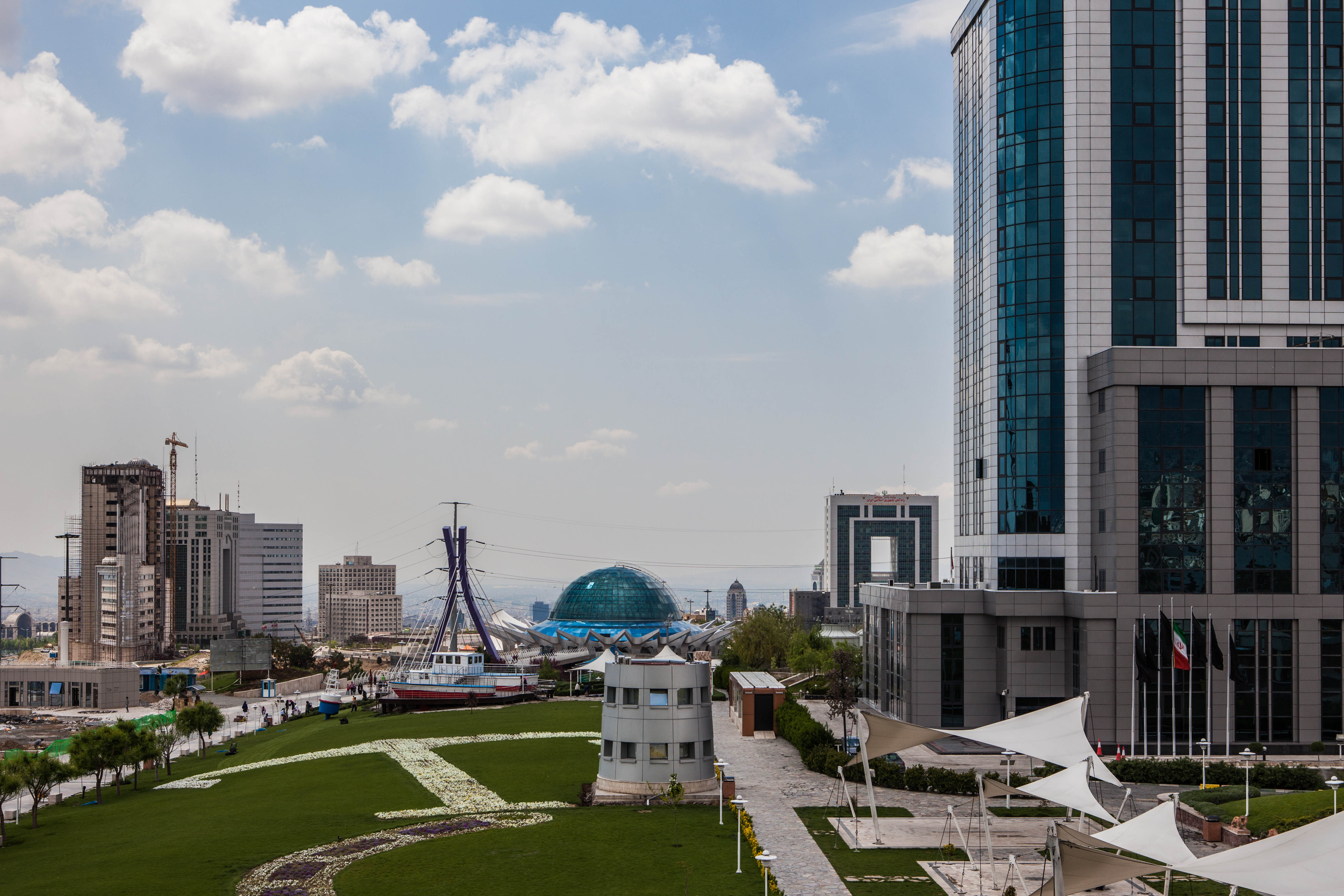
نمای کلی از پارک آب و آتش